# طوبي مايرز
طوبي مايرز (بالإنجليزية: Toby Myers)‏ هو موسيقي أمريكي، ولد في 26 سبتمبر 1949.

## وصلات خارجية
- طوبي مايرز على موقع IMDb (الإنجليزية)
- طوبي مايرز على موقع ميوزك برينز (الإنجليزية)
- طوبي مايرز على موقع ديسكوغز (الإنجليزية)